# Wild Ones (canción)
«Wild Ones» es una canción del rapero estadounidense Flo Rida incluida en el homónimo álbum, el cuarto de estudio del cantante, Wild Ones, de 2012. Cuenta con la colaboración en las voces de la artista australiana Sia, y la producción corrió a cargo del dúo francés soFLY & Nius junto al disc-jockey y productor discográfico sueco Axwell. Fue lanzado como segundo sencillo del álbum, el 19 de diciembre de 2011 en los Estados Unidos. La canción debutó en la ubicación n.º 57 en el Billboard Hot 100 en los Estados Unidos y el n.º 5 en las listas del Reino Unido, y alcanzó el primer puesto en las listas musicales de Australia, Nueva Zelanda, Canadá y Noruega.
La canción fue utilizada en un video promocional del luchador Dwayne Johnson The Rock que se emitió durante la presentación de una nueva edición de WWE en el Royal Rumble 2012 y fue el tema oficial de WrestleMania XXVIII.

## Recepción de la crítica
«Wild Ones» ha recibido buenas críticas en general por los críticos de música. Scott Shelter de PopCrush, otorgó a la canción tres estrellas y media de cinco. Expresó: "Aunque la canción es de ritmo rápido haciendo uso de los sintetizadores, nunca llega a ser electropop. Se trata más de una melódica canción dance, con buena onda y un ritmo contagioso".

## Video musical
El video fue dirigido por Erik White. Fue estrenado el 9 de febrero de 2012 y filmada en Dubái. El video musical no cuenta con la aparición de Sia, sin embargo se puede ver a Flo Rida y la modelo Analicia Chaves quien está cantando e interpretando la letra junto a él.

## Listado de canciones
| Descarga digital |             |          |  |
| N.º              | Título      | Duración |  |
| 1.               | «Wild Ones» | 3:54     |  |

| Descarga digital (Remixes) |                                        |          |  |
| N.º                        | Título                                 | Duración |  |
| 1.                         | «Wild Ones» (Basto Remix)              | 6:37     |  |
| 2.                         | «Wild Ones» (Alex Guesta Remix)        | 6:59     |  |
| 3.                         | «Wild Ones» (Project 46 Remix)         | 5:51     |  |
| 4.                         | «Wild Ones» (Religion Remix)           | 6:15     |  |
| 5.                         | «Wild Ones» (Guy Scheiman Vocal Remix) | 6:13     |  |

## Posicionamiento en listas y certificaciones
| Lista (2011–12)                        | Mejor posición |
| -------------------------------------- | -------------- |
| Australia (ARIA)                       | 1              |
| Alemania (Offizielle Deutsche Charts)  | 6              |
| Austria (Ö3 Austria Top 40)            | 2              |
| Bélgica (Flandes) (Ultratop 50)        | 8              |
| Bélgica (Valonia) (Ultratop 50)        | 13             |
| Canadá (Hot 100)                       | 1              |
| Dinamarca (Tracklisten)                | 11             |
| Escocia (Scottish Singles Sales Chart) | 4              |
| Eslovaquia (Rádio Top 100)             | 3              |
| España (Top 100 Canciones)             | 23             |
| Estados Unidos (Billboard Hot 100)     | 5              |
| Estados Unidos (Mainstream Top 40)     | 2              |
| Estados Unidos (Hot R&B/Hip-Hop Songs) | 82             |
| Estados Unidos (Hot Rap Songs)         | 8              |
| Estados Unidos (Hot Dance Club Songs)  | 30             |
| Estados Unidos (Adult Top 40)          | 18             |
| Finlandia (OFC)                        | 6              |
| Francia (SNEP)                         | 11             |
| Hungría (Rádiós Top 40)                | 1              |
| Irlanda (IRMA)                         | 3              |
| México (Billboard Mexican Airplay)     | 8              |
| Nueva Zelanda (Recorded Music NZ)      | 1              |
| Noruega (VG-lista)                     | 1              |
| Países Bajos (Dutch Top 40)            | 7              |
| Reino Unido (UK Singles Chart)         | 4              |
| Reino Unido (UK R&B Chart)             | 1              |
| Suecia (Sverigetopplistan)             | 3              |
| Suiza (Schweizer Hitparade)            | 3              |
| Venezuela (Pop Rock General)           | 8              |

| País           | Organismo certificador | Certificación | Ventas    | Ref.   |
| -------------- | ---------------------- | ------------- | --------- | ------ |
| Alemania       | BVMI                   | Oro           | 150.000   | [ 34 ] |
| Australia      | ARIA                   | 6× Platino    | 420.000   | [ 35 ] |
| Austria        | IFPI (Austria)         | Oro           | 15.000    | [ 36 ] |
| Dinamarca      | IFPI (Dinamarca)       | Oro           | 15.000    | [ 37 ] |
| Estados Unidos | RIAA                   | 3× Platino    | 3.000.000 | [ 38 ] |
| Nueva Zelanda  | RIANZ                  | 2× Platino    | 30.000    | [ 39 ] |

### Sucesión en listas de «Wild Ones»
| Predecesor: «Sexy and I Know It» de LMFAO          | RIANZ — Sencillo número uno 9 de enero de 2012 — 19 de febrero de 2012          | Sucesor: «Part of Me» de Katy Perry                       |
| Predecesor: «Pumped Up Kicks» de Foster the People | ARIA Charts — Sencillo número uno 23 de enero de 2012 — 4 de marzo de 2012      | Sucesor: «Ass Back Home» de Gym Class Heroes & Neon Hitch |
| Predecesor: «Møkkamann» de Plumbo                  | VG-lista — Sencillo número uno 31 de enero de 2012 — 6 de febrero de 2012       | Sucesor: «Sommerfuggel I Vinterland» de Vinni             |
| Predecesor: «Call Me Maybe» de Carly Rae Jepsen    | Canadian Hot 100 — Sencillo número uno 24 de marzo de 2012 — 6 de abril de 2012 | Sucesor: «We Are Young» de Fun. con Janelle Monáe         |

## «Wild One Two»
El 14 de febrero de 2012 fue lanzado en formato digital una nueva versión de "Wild Ones" titulada “Wild One Two”. Fue realizada por el disc-jockey y productor discográfico francés David Guetta y el holandés Nicky Romero bajo el proyecto musical denominado Jack Back. Sólo conserva las voces originales de Sia.

### Listado de canciones
| Descarga digital |                               |          |  |
| N.º              | Título                        | Duración |  |
| 1.               | «Wild One Two» (Radio Edit)   | 3:09     |  |
| 2.               | «Wild One Two» (Original Mix) | 5:47     |  |

| Descarga digital — Remixes |                                    |          |  |
| N.º                        | Título                             | Duración |  |
| 2.                         | «Wild One Two» (NO_ID Remix)       | 5:27     |  |
| 3.                         | «Wild One Two» (Disfunktion Remix) | 7:30     |  |
| 4.                         | «Wild One Two» (Jaywalker Remix)   | 5:31     |  |

### Posicionamiento en listas de «Wild One Two»
| Lista (2012)                          | Mejor posición |
| ------------------------------------- | -------------- |
| Alemania (Offizielle Deutsche Charts) | 65             |
| Australia (Australian Club Chart)     | 19             |
| Austria (Ö3 Austria Top 40)           | 43             |
| Canadá (Canadian Hot 100)             | 98             |
| Estados Unidos (Hot Dance Club Songs) | 1              |

### Sucesión en listas de «Wild One Two»
| Predecesor: «Never Forget» de Dave Audé con Lena Katina | Dance/Club Play Songs — Sencillo número uno 5 de mayo de 2012 — 11 de mayo de 2012 | Sucesor: «Part of Me» de Katy Perry |

## Historia de lanzamientos
| País           | Fecha de lanzamiento    | Formato(s)                              | Sello                                   |
| -------------- | ----------------------- | --------------------------------------- | --------------------------------------- |
| Estados Unidos | 19 de diciembre de 2011 | Descarga digital                        | Atlantic Records, Poe Boy Entertainment |
| Reino Unido    | 21 de enero de 2012     | Descarga digital                        | Atlantic Records                        |
| Alemania       | 17 de febrero de 2012   | Sencillo en CD                          | Atlantic Records                        |
| Estados Unidos | 3 de abril de 2012      | Descarga digital (Wild One Two Remixes) | Atlantic Records                        |
| México         | 3 de abril de 2012      | Descarga digital (Wild One Two Remixes) | Atlantic Records                        |